# Pleuroprucha calidata
Pleuroprucha calidata är en fjärilsart som beskrevs av Walker 1863. Pleuroprucha calidata ingår i släktet Pleuroprucha och familjen mätare. Inga underarter finns listade i Catalogue of Life.